# Refugi (estructura)
|  | Per a altres significats, vegeu «refugi». |

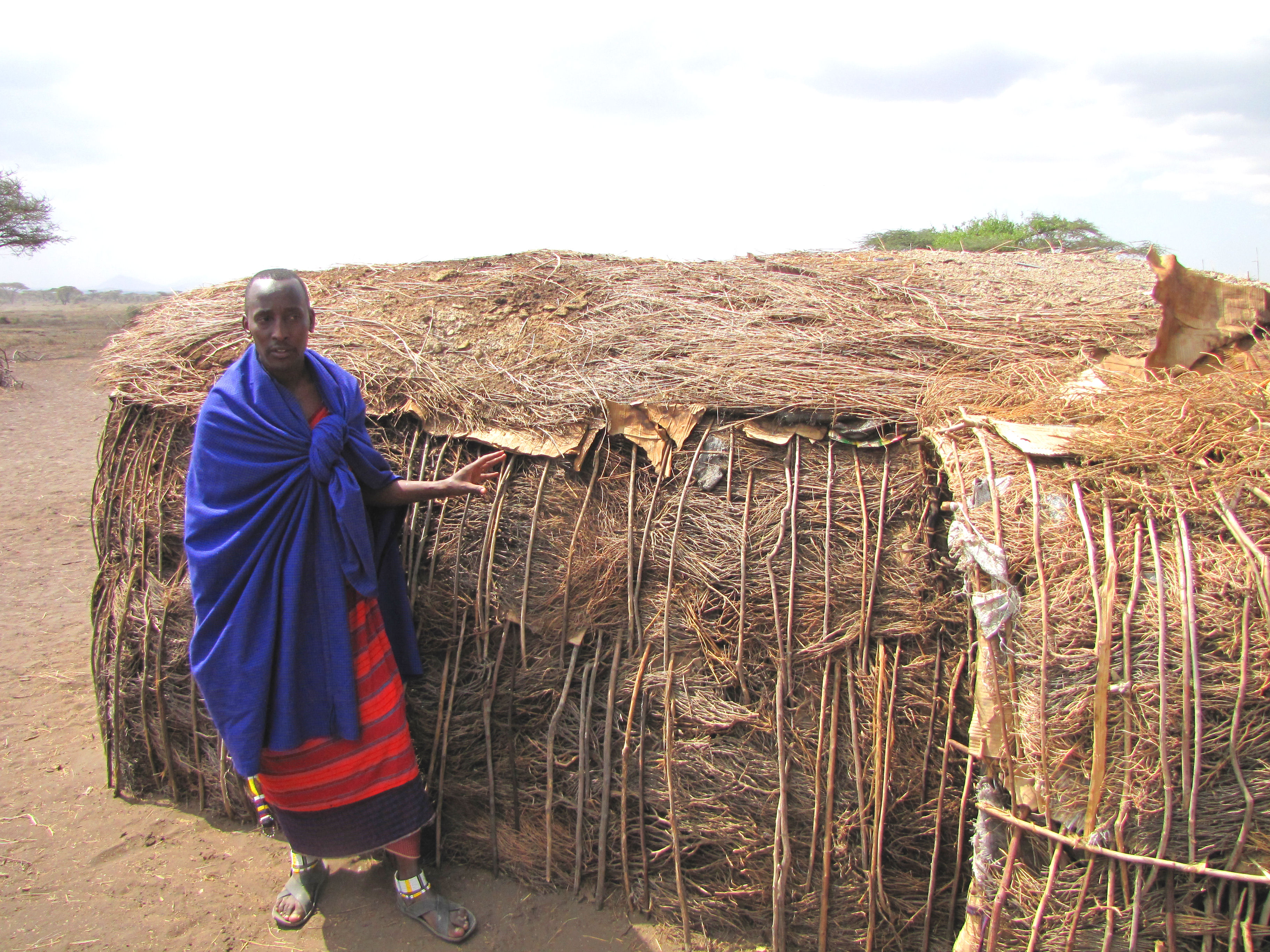
Refugi Maasai, Àrea de Conservació de Ngorongoro, Tanzània

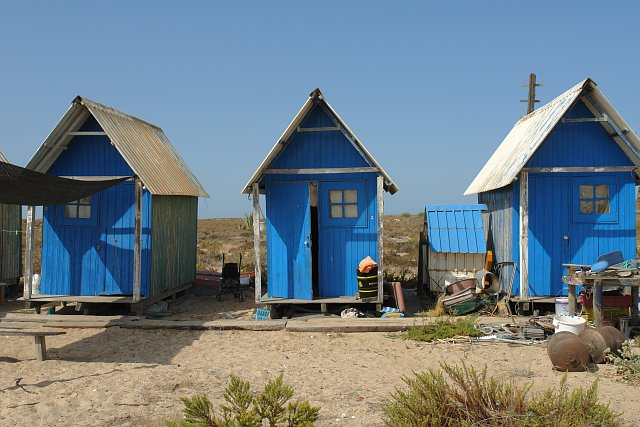
Refugis de pescadors a l'illa de Barreta, Portugal.

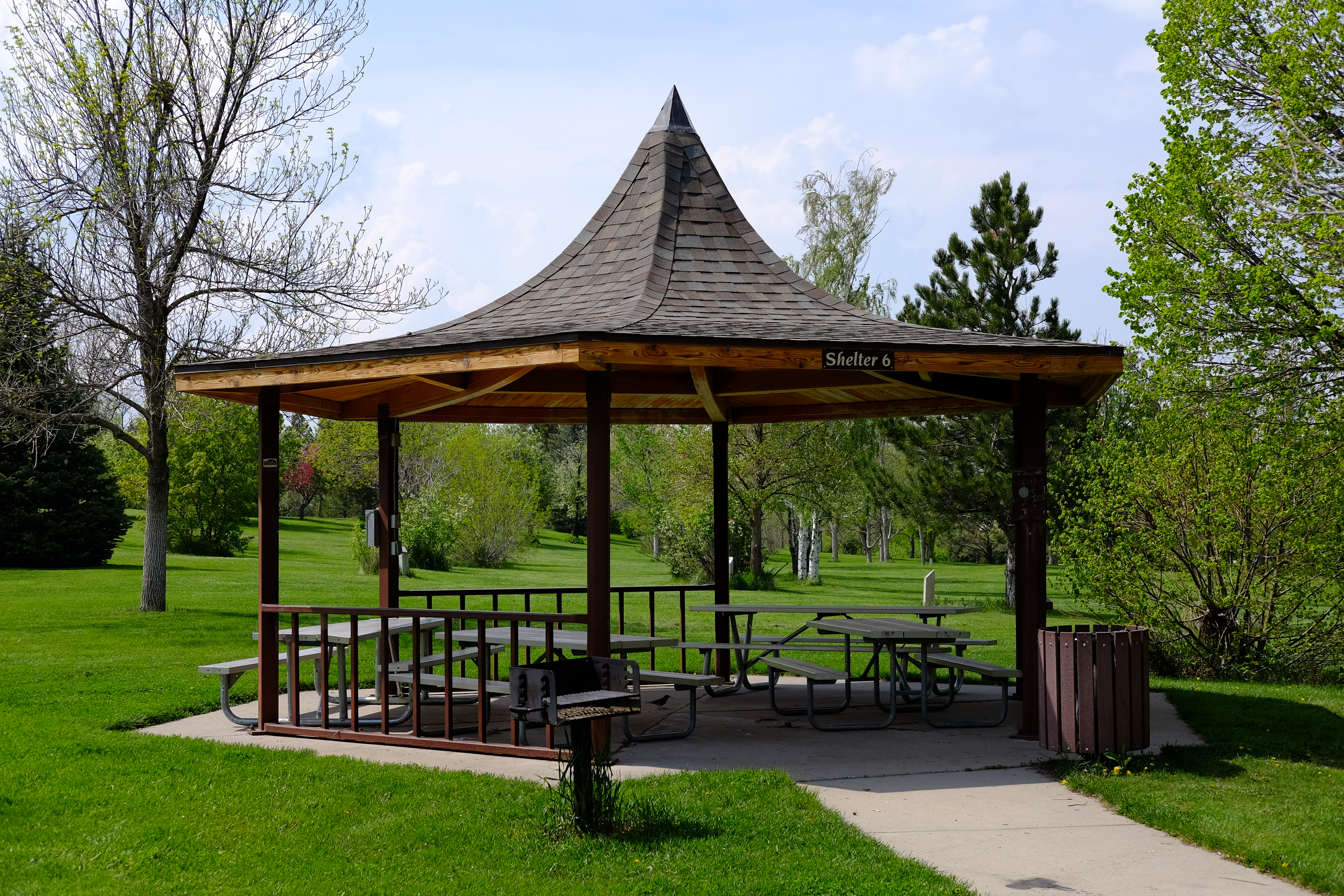
Refugi de pícnic a Gillette, Wyoming

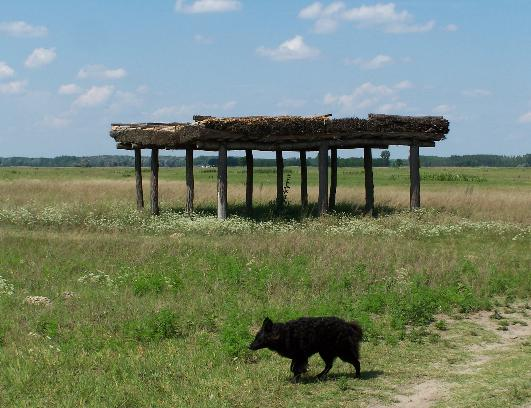
Bugac puszta, Hongria, amb refugi d'animals

Un refugi és una estructura o construcció arquitectònica bàsica que proporciona protecció de l'entorn local. És un espai mínimament cobert (que pot ser obert) que s'utilitza per a protegir persones o animals de les inclemències del temps. protegeix de les precipitacions i la radiació solar.
Els refugis solen ser una estructura o lloc protegit que protegeix les persones i els animals del fred o la calor perillosos, on poden dormir amb seguretat en comparació amb l'exterior i satisfer algunes altres necessitats.
Tenir un lloc de refugi, de seguretat i de retir, és a dir, una llar, es considera comunament una necessitat humana fisiològica fonamental, base a partir de la qual es poden desenvolupar motivacions humanes superiors.

## Tipus
- Refugi antiaeri
- Refugi d'animals
- Refugi de bivac
- Refugi contra explosions
- Refugi d'autobús
- Refugi d'emergència
- Refugi antiatòmic
- Alberg per gent sense sostre
- Cabana
- Mia-mia indígena australiana per a un refugi temporal
- Quinzhee, Slavey per a un refugi fet a partir d'un munt en forma de neu solta que està buida, utilitzat principalment per a la supervivència a l'hivern
- Refugi per a refugiats
- Refugi de roca
- Toguna, un refugi utilitzat pel poble dogon a l'Àfrica
- Refugi de transició
- Refugi de dones
- Ramada

## Refugi de muntanya

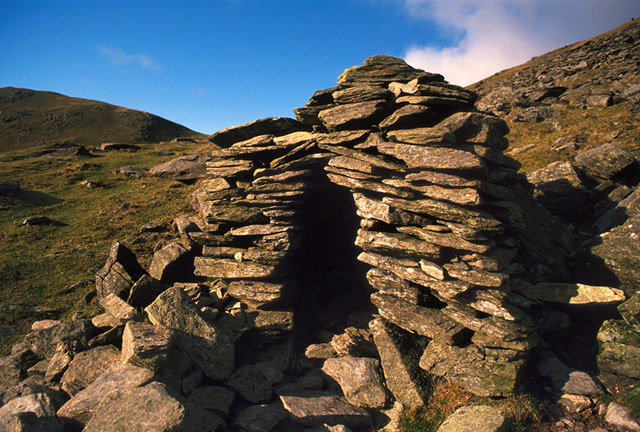
Refugi fet amb pedres

Poden ser refugis en entorns naturals com una cova o un buit, o una pila de branques amb estructura humana, l'ús de branques més primes per tancar el buit amb una branca gruixuda que descansa sobre un altre arbre, un cau de neu, una tenda de campanya o una construcció improvisada.
Sovint també es poden trobar refugis a la vora de les rutes de senderisme, on els excursionistes poden refugiar-se en cas de tempestes sobtades. En el cas més senzill, aquests refugis només tenen un sostre i, per tant, no ofereixen protecció contra el vent. Els refugis més còmodes, en canvi, tenen dues o tres parets que ofereixen una protecció limitada contra el vent. Els refugis de quatre parets i accés obert ofereixen la millor protecció contra el vent.

## Parada d'autobús

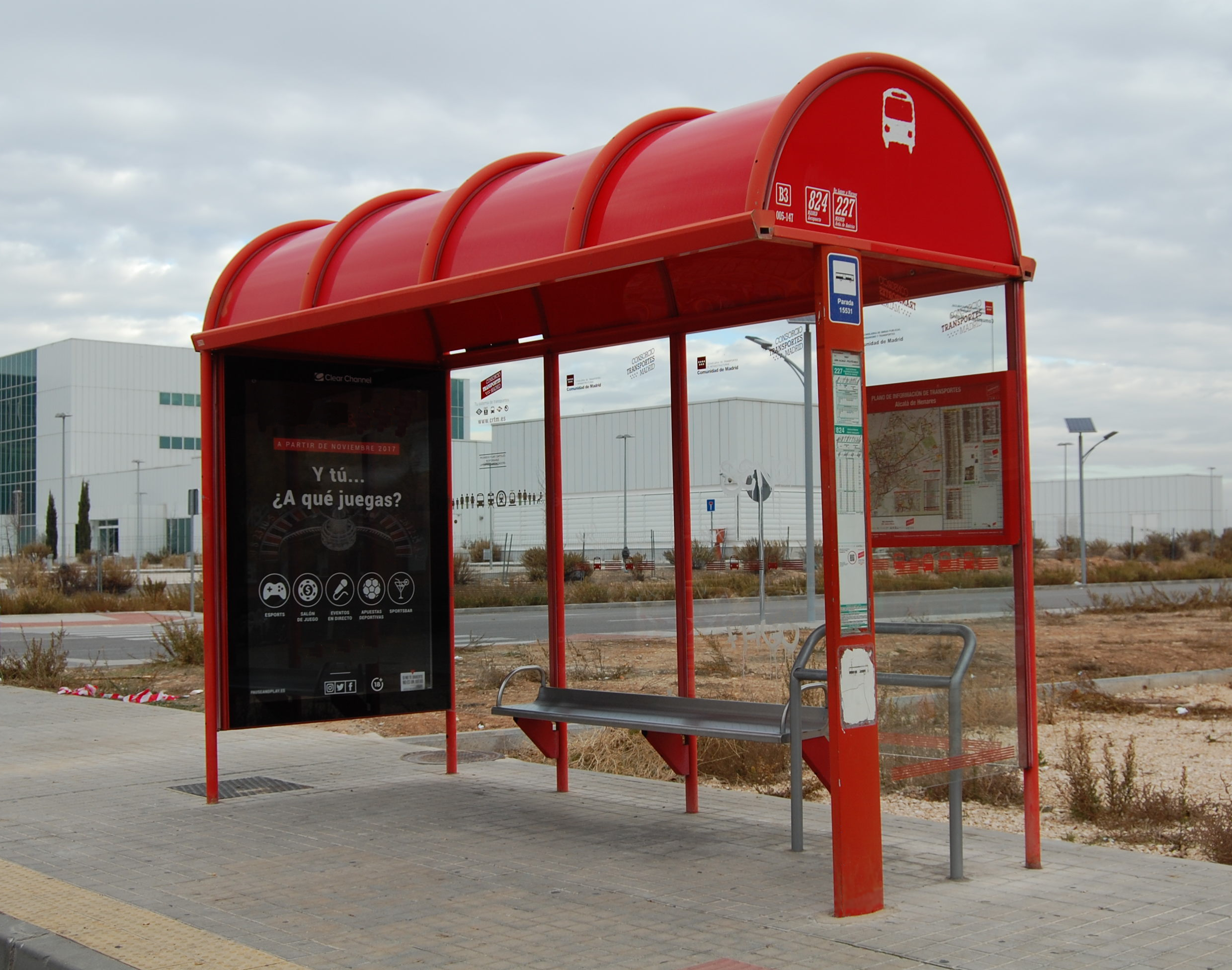
Refugi a una parada d'autobusos

A les parades d'autobús o a les andanes de les parades d'autobús, s'hi instal·len regularment unes estructures en forma de marquesines per oferir refugi del vent i la pluja als viatgers que esperen l'autobús.
Perquè una parada d'autobús sigui eficient en el seu funcionament, ha de tenir en compte generalment la condició de refugi que pot proporcionar, assegurant una protecció davant de condicions climàtiques externes, una manutenció assequible del seu mobiliari, espai suficient per a seure's, seients còmodes; higiene, ventilació i il·luminació adequada. Per altra banda, ha de proporcionar una clara identificació dels recorreguts dels autobusos, amb una senyalística visible i, per tal d'aportar la informació de forma més clara, contenir mapes de rutes. Finalment, ha de proporcionar seguretat per un accés fàcil tant per a busos com per passatgers, incloent un accés adequat per a persones discapacitades.

## Guerra de trinxeres

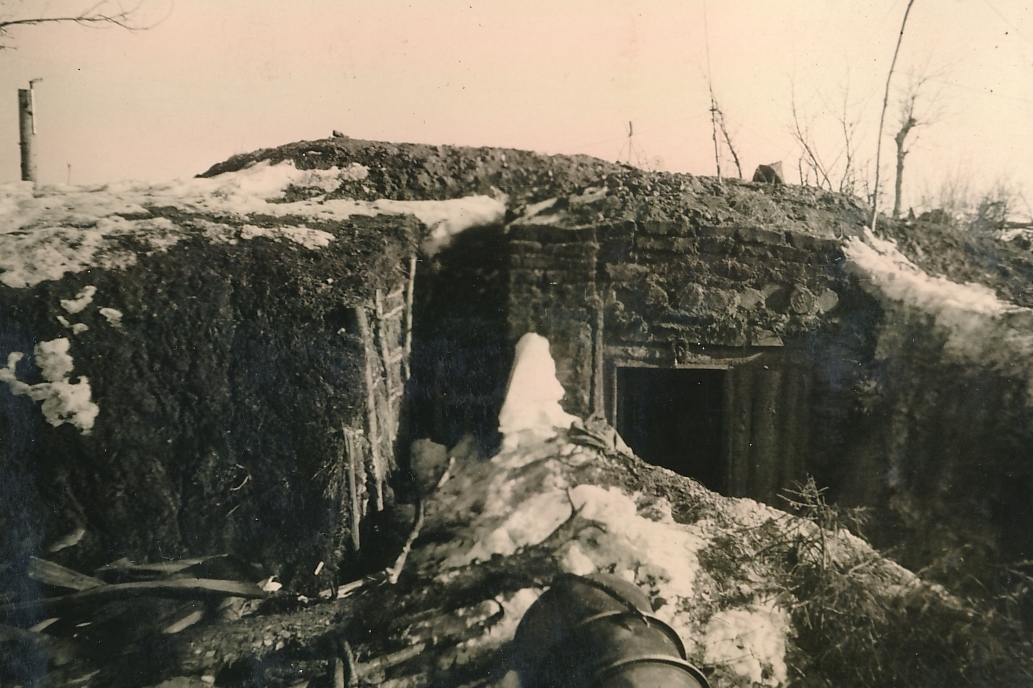
Refugi alemany a Rússia durant la Segona Guerra Mundial

Durant la guerra de trinxeres, les parts implicades van construir amplis sistemes de refugis connectats amb les trinxeres i altres fortificacions de camp (vegeu guerra de trinxeres a la Primera Guerra Mundial). Sovint estaven coberts amb panells de fusta, sacs de sorra o similars com a reforç.
També es van reconsiderar cada cop més parcialment: fins al 1918, el reconeixement aeri es va fer cada cop més intens, més professional i també es va fer mitjançant fotografies aèries. Els objectius per al foc d'artilleria es van seleccionar a partir de les fotografies aèries. Per aquest motiu, ambdues parts van intentar dissenyar els seus refugis de manera que no es poguessin veure des de l'aire.

## Refugi agrícola

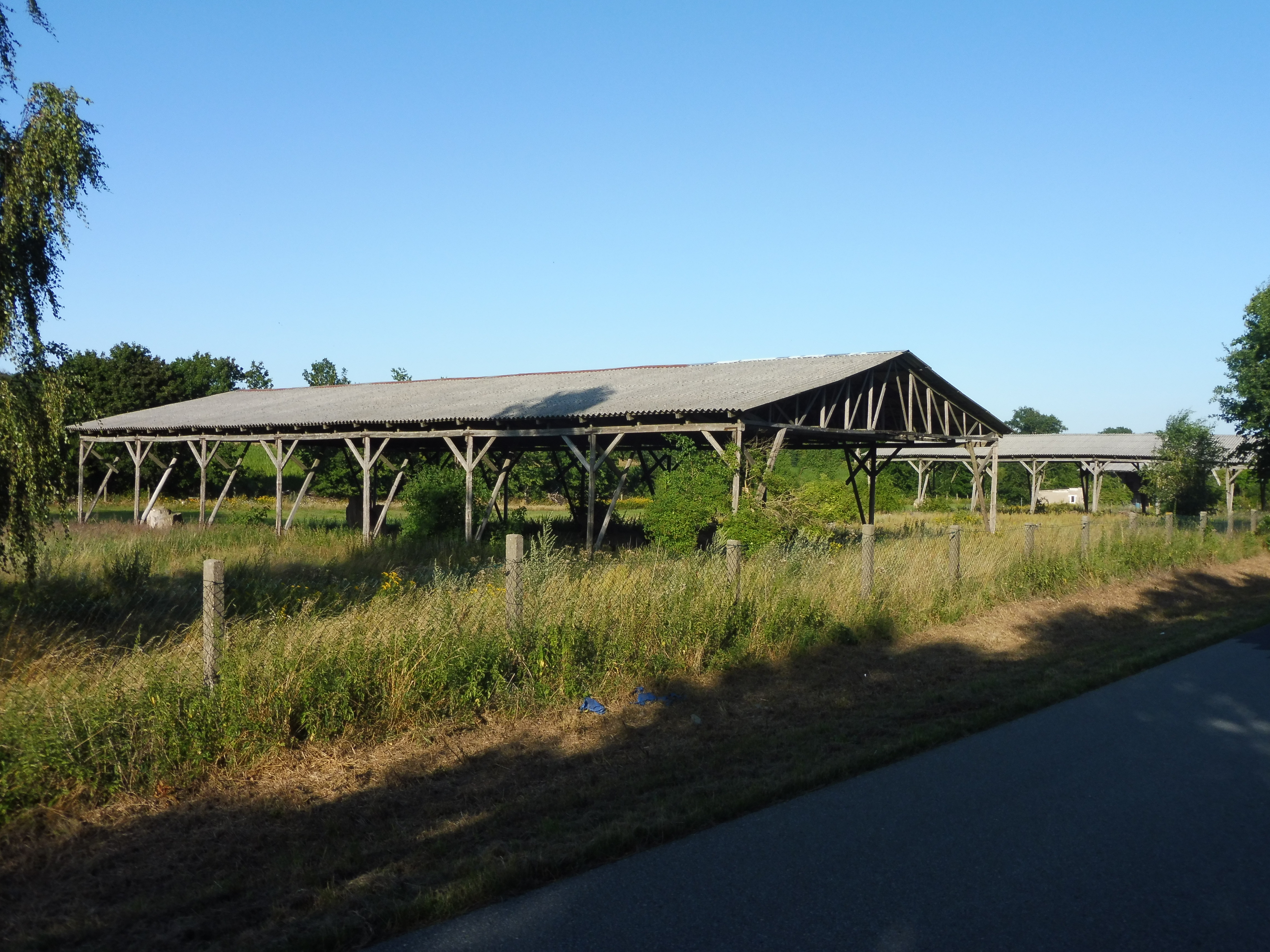
Refugis agrícoles a Mecklenburg

Les granjes i els graners, per exemple, poden tenir un costat de la teulada estesa. Sota aquest s'emmagatzemen fusta o fenc. De vegades aquest cobert a part emmagatzematge de palla, també s'utilitza com refugi per a animals, com cavalls, vaques, etc...
La forma moderna de cobert (marquesina) consisteix en un petit sostre addicional que s'adjunta a la maçoneria per sobre de la zona d'entrada d'una casa.
Les cases d'avui sovint tenen un cobert per a varis vehicles. Aquest cobert o porxo es pot construir de manera independent o connectat directament a la paret de la casa.

## Refugis de rescat al Canal de la Mànega

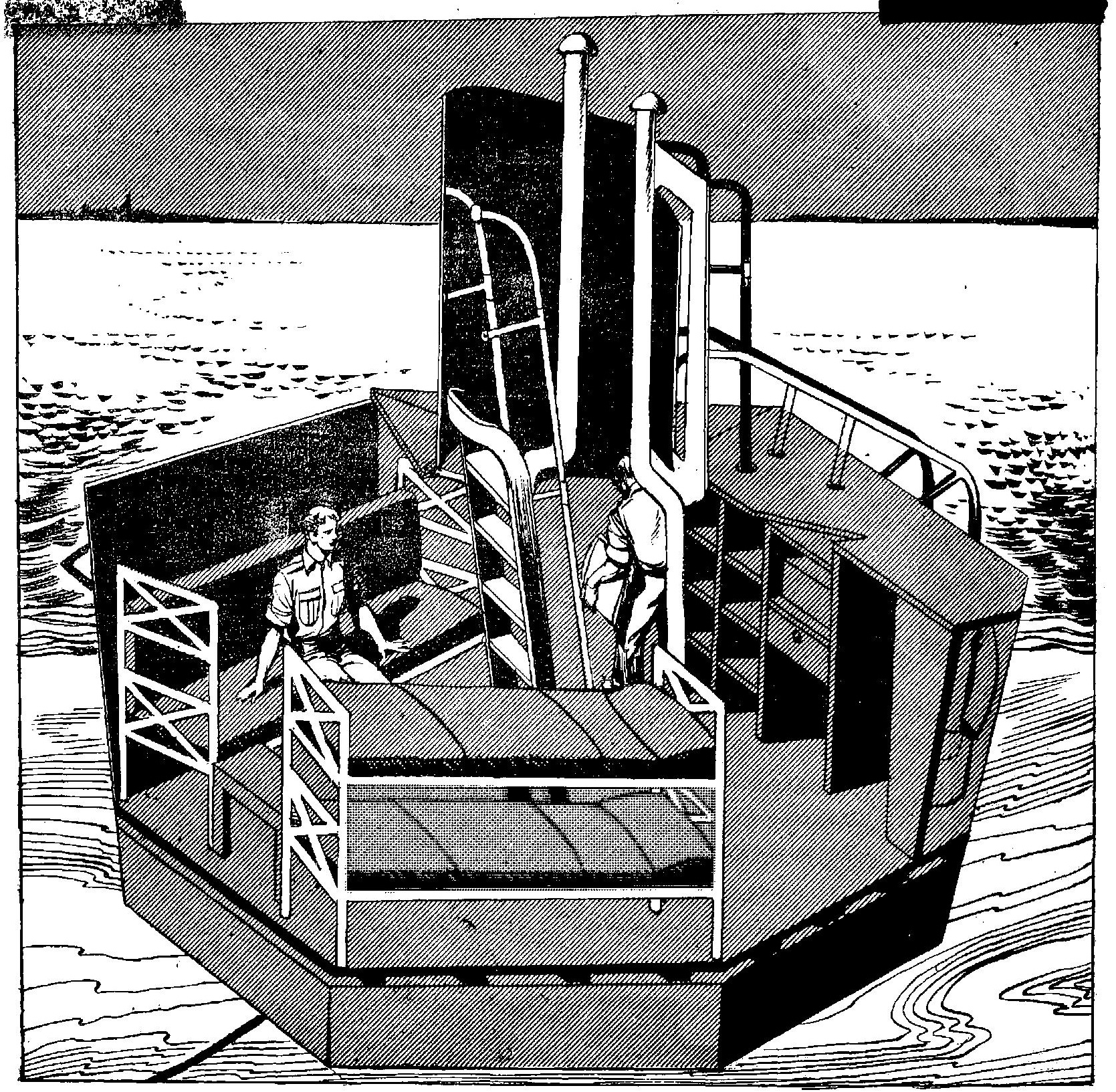
L'interior d'una boia de rescat de la Luftwaffe

Durant la Segona Guerra Mundial, a instàncies del General alemany Ernst Udet, es van desplegar al Canal de la Mànega, "com a refugi", unes boies de rescat gegants, llastades en llocs coneguts, on hi cabien varis pilots de la Luftwaffe abatuts en vol o que havien hagut de fer un amaratge d'emergència.